# Божович, Миодраг
Ми́одраг Бо́жович (серб. Миодраг Божовић / Miodrag Božović; 22 июня 1968, Мойковац, СР Черногория, СФРЮ) — югославский, черногорский и сербский футболист, защитник, ныне — тренер. По состоянию на 2023 год — рекордсмен среди иностранных тренеров в Российской премьер-лиге по количеству возглавляемых клубов и проведённых сезонов (7 и 11, соответственно).

## Карьера

### Игровая
Играл за югославские команды «Будучност» (Подгорица), «Црвена звезда», нидерландские «Валвейк» и «Розендал», за команды из Индонезии, Кипра, Японии. Сыграл один матч за молодёжную сборную Югославии. Обладатель Кубка Югославии в составе «Црвены звезды».

### Тренерская
С 2001 года работает тренером. Был известен тем, что трижды был главным тренером чачакского «Бораца». В 2007 году покинул клуб «Будучност», который при нём провёл 27-матчевую беспроигрышную серию, из-за того, что руководство команды вмешивалось в тренерскую работу.
С 2008 года Божович работает в России. Перед сезоном 2008 года подписал контракт с российским клубом «Амкар» (Пермь), добился с этой командой четвёртого места в Премьер-лиге, а также вышел в финал Кубка России, где уступил ЦСКА. По одной из версий, покинул пермский клуб потому, что посчитал, что его заслуги в «Амкаре» не были признаны. Также существуют версии, что причиной расставания Божовича с «Амкаром» могли быть непростые взаимоотношения с являвшимся тогда президентом «Амкара» Валерием Чупраковым, а также то, что в «Москве» Божовичу предложили существенно большую зарплату, чем мог платить «Амкар».
В декабре 2008 стал тренером ФК «Москва». Являлся главным тренером ФК «Москва» в течение одного сезона. В 2009 году его команда заняла 6 место, что было воспринято как очень хороший результат. После окончания чемпионата стало известно о серьёзных финансовых проблемах ФК «Москва». В итоге проблемы решены не были, в начале 2010 года «Москва» потеряла профессиональный статус, и Божович расторг контракт с клубом.
27 апреля 2010 года назначен главным тренером московского «Динамо». Сезон 2010 года «Динамо» завершило на 7 месте. Руководство «Динамо» рассчитывало на более высокое место, но дало Божовичу шанс в следующем сезоне. В подтверждение того, что руководство не полностью довольно работой Божовича, 5 ноября 2010 года появились слухи об интересе со стороны «Црвены звезды», которую он мечтал возглавить. Однако Божович остался в «Динамо» и готовил команду к сезону 2011/12. В новом сезоне «Динамо» играло также ниже ожиданий своего руководства и располагалось в середине турнирной таблицы. 20 апреля 2011 года после матча ¼ финала Кубка России 2010/11 против «Ростова», окончившегося поражением московской команды со счётом 1:2, Божович подал в отставку с поста главного тренера, которую руководство «Динамо» удовлетворило 21 апреля. С 28 сентября 2011 года вновь стал главным тренером «Амкара». С 11 июня 2012 года оставил пост тренера «Амкара» по собственному желанию и перешёл тренировать «Ростов». 8 мая 2014 года «Ростов» под руководством Божовича выиграл Кубок России. 25 сентября 2014 года, занимая 14-е место в Чемпионате России после 8 туров, и после вылета из Лиги Европы и Кубка России на стадии 1/16 финала, Божович покинул «Ростов».
4 октября 2014 года назначен исполняющим обязанности главного тренера московского «Локомотива», а уже 10 октября стал главным тренером команды. 11 мая 2015 года ушёл в отставку в связи с неудовлетворительными результатами команды, несмотря на то, что клуб вышел в финал Кубка России. Позже «Локомотив» отправил Божовичу медаль за победу в Кубке России.
1 июня 2015 года Божович стал главным тренером «Црвены звезды». Однако уже в начале августа подал в отставку со своего поста, которую руководство клуба не приняло. В итоге работа с командой оказалась успешной, и в сезоне 2015/16 «Црвена звезда» завоевала чемпионский титул. На следующий год клуб выиграл серебро.
18 июня 2017 года возглавил тульский «Арсенал». 20 мая 2018 года объявил об уходе из команды. Команда в сезоне 2017/18 заняла 7-е место и остановилась в шаге от попадания в еврокубки.
5 октября 2018 года Божович был представлен в качестве главного тренера «Крыльев Советов». В сезоне 2018/2019 команде Божовича удалось сохранить прописку в РПЛ, но уже в следующем сезоне команда прочно обосновалась в зоне вылета, в результате чего черногорский специалист был отправлен в отставку с поста главного тренера 28 июня 2020 года.
3 сентября 2021 года вновь возглавил тульский «Арсенал». Контракт со специалистом рассчитан был на два года, однако по окончании сезона 2021/22, в котором «Арсенал» занял последнее 16-е место и вылетел из премьер-лиги, Божович покинул клуб.

### Статистика в качестве главного тренера
| Клуб           | Начало работы    | Окончание работы | Результаты | Результаты | Результаты | Результаты | Результаты | Результаты |
| Клуб           | Начало работы    | Окончание работы | И          | В          | Н          | П          | В %        |            |
| -------------- | ---------------- | ---------------- | ---------- | ---------- | ---------- | ---------- | ---------- | ---------- |
| Амкар          | 9 января 2008    | 28 ноября 2008   | 34         | 15         | 12         | 7          | 44,12      |            |
| Москва         | 28 ноября 2008   | 25 февраля 2010  | 34         | 16         | 9          | 9          | 47,06      |            |
| Динамо         | 28 апреля 2010   | 21 апреля 2011   | 31         | 11         | 11         | 9          | 35,48      |            |
| Амкар          | 29 сентября 2011 | 11 июня 2012     | 19         | 9          | 5          | 5          | 47,37      |            |
| Ростов         | 11 июня 2012     | 25 сентября 2014 | 83         | 28         | 19         | 36         | 33,73      |            |
| Локомотив      | 4 октября 2014   | 11 мая 2015      | 21         | 10         | 6          | 5          | 47,61      |            |
| Црвена звезда  | 29 мая 2015      | 7 мая 2017       | 85         | 64         | 11         | 10         | 75,29      |            |
| Арсенал        | 18 июня 2017     | 20 мая 2018      | 31         | 13         | 6          | 12         | 41,93      |            |
| Крылья Советов | 5 октября 2018   | 28 июня 2020     | 48         | 12         | 7          | 29         | 25,00      |            |
| Арсенал        | 3 сентября 2021  | 6 июня 2022      | 27         | 5          | 8          | 14         | 18,52      |            |
| Всего          | Всего            | Всего            | 412        | 184        | 93         | 135        | 44,66      |            |

## Достижения

### В качестве игрока
«Црвена звезда»
- Обладатель Кубка Югославии: 1993

### В качестве тренера
«Борац» (Чачак)
- Победитель второй лиги Сербии и Черногории: 2003/04 (группа «Запад»)

«Амкар»
- Финалист Кубка России: 2007/08

«Ростов»
- Обладатель Кубка России: 2013/14

«Црвена звезда»
- Чемпион Сербии: 2015/16

## Личная жизнь
Двое сыновей (1999 и 2003 г. р.) от первого брака (супруга — голландка), развёлся в 2004 году. Дочь Мила (род. 22 июня 2023 года) от второго брака, супруга — сербка.

## Факты
- Рост Божовича — 196 см, и он предполагает, что является самым высоким футбольным тренером в мире, так как коллег выше себя не встречал[24].
- Мечтал возглавить и возглавил белградский клуб «Црвена звезда»[4].
- Говорит на нескольких языках, в том числе и на русском[25].
- Одной из особенностью ведения тренировочного процесса Божовичем является использование им шуток «ниже пояса» («про секс»)[англ.], о чём неоднократно в интервью было подмечено работавшими под его руководством футболистами[1][26][27].